# Convento de Nuestra Señora de las Nieves
El convento de Nuestra Señora de las Nieves está situado en la calle Almedina, núm. 61 de Torrox (Provincia de Málaga, España). 
Su valor histórico se configura a partir de la conquista de la Axarquía en Málaga que finaliza en 1487 con la toma de Vélez-Málaga. De este modo, la llegada de la orden de los Mínimos de San Francisco de Paula a Torrox se produce en el siglo XVI con la fundación a las afueras del pueblo, primero de la ermita y luego del convento bajo la advocación de Ntra. Sra. de las Nieves. Esto permite sintetizar la presencia de este inmueble en un arco cronológico amplio, que se extiende desde el siglo XVI hasta la actualidad. 
El convento, aunque tiene una gran parte de sus estancias perdidas por los diversos usos, es un conjunto edilicio en el que destaca la iglesia y el claustro que, pese a las alteraciones, no ha perdido la traza original y conserva la sencillez decorativa de los arcos y pilares de los comienzos del estilo barroco. 
La iglesia presenta elementos de dos fases constructivas principales según los estilos mudéjar y barroco. A la primera corresponde la planta de cruz latina, según el estilo mudéjar de finales del siglo XVI y principios del XVII, la cubierta de su única nave, una elegante y bella armadura de artesa con lima-bordón, harneruelo rectangular y faldones trapezoidales y la cubierta del presbiterio de características semejantes a la de la nave. A la segunda fase la construcción del Camarín de la Virgen de las Nieves y las dos salas aledañas que envuelven la cabecera del templo, según el estilo barroco del siglo XVIII. 

## Descripción
Este inmueble de trazado bastante regular, presenta dos partes claramente diferenciadas, la iglesia y el convento, situadas a cotas diferentes aunque comunicadas interiormente. 

### La iglesia
La iglesia es de planta de cruz latina y de una sola nave con presbiterio y cabecera plana. Posee dos puertas, la principal está situada a los pies bajo el coro y la segunda en lado norte, ambas son adinteladas y resaltan ligeramente de la línea de fachada con su fábrica de ladrillo y remate de cornisa simple. Como final del eje de la nave se sitúa el camarín, en él se aloja la imagen de Ntra. Sra. de las Nieves, se encuentra sobre elevado, cubierto con bóveda semiesférica sobre pechinas y decorado con pinturas al temple en las que se representan los bustos de San Pedro y San Pablo entre hojarasca y parejas de ángeles con atributos de la pasión. A continuación y rodeando el presbiterio se disponen una serie de estancias y dos deambulatorios previos a ambos lados del camarín desde los cuales se accede al mismo, seguidamente dos capillas que configuran el crucero de planta. 
La comunicación entre la nave principal, el presbiterio y las capillas laterales se realiza a través de arcos de medio punto sobre pilares adosados con remates de impostas. 
En el interior del templo destacan las armaduras que cubren la nave central y el presbiterio. La primera es una armadura de artesa con lima-bordón, harneruelo rectangular y faldones trapezoidales, presenta seis tirantes pareados, con decoración geométrica de lazo, sostenidos por dobles canes con roleos. 
El coro alto se apoya sobre triple viga y canes similares a los anteriores. El presbiterio posee otra armadura semejante, aunque en ésta los faldones trapezoidales cubren todos sus frentes, además el harneruelo está decorado con rosetas de seis pétalos. 
Las cubiertas al exterior se resuelven con faldones de teja árabe, destacando la del presbiterio de mayor altura y la de la nave principal, a dos aguas con faldón doblado a los pies. Como remate de la fachada y constituyéndose en un punto de referencia, se sitúa la espadaña, en esquina con dos vanos abiertos para las campanas.

### El convento
El lado sur está ocupado por el convento que ha llegado hasta nuestros días con bastantes alteraciones, aunque todavía se pueden observar algunas trazas de la primitiva estructura. Esta se caracteriza por su forma cuadrangular en torno a un patio que desarrolla cuatro deambulatorios que sirven de comunicación horizontal a las tres alas del recinto conventual. 
La comunicación entre las planta baja y alta se realiza mediante una escalera. 
Destaca la triple arcada del patio, en cada uno de sus frentes y en ambas plantas, con capiteles de molduras simples y escalonadas que dan apoyo a los arcos de medio punto de la planta baja y carpaneles de la superior.

## Patrones del Municipio de Torrox
Ntra. Sra. de las Nieves
El primer dato histórico sobre el patronazgo de la Virgen de las Nieves en la Villa de Torrox es del siglo XVIII, donde aparece como "Patrona Titular". La Ermita de la Virgen data de mucho antes, concretamente del siglo XVI, posiblemente construida sobre la antigua mezquita del poblado árabe de Almedina. En el siglo XVII, los monjes de la orden de los Mínimos del santuario de la Victoria de Málaga fundan en Torrox una hospedería y pocos años después un convento adosado a la ermita que ya existía. Sin embargo, los verdaderos encargados de propagar la devoción a la Virgen de las Nieves en Torrox y fuera de sus límites, fueron los religiosos del "Convento Torrosensis Madonna della Neve", tal y como figura en el acta fundacional escrita en Génova en el año 1710. Más recientemente, en los años 50, algunos ayuntamientos de la comarca se adhirieron y aprobaron la propuesta de declarar a la Virgen de las Nieves Patrona de la Axarquía, o Patrona del arciprestazgo de la Axarquía. Sin embargo, esta propuesta nunca llegó a oficializarse. 
Numerosas historias y leyendas acompañan a la Virgen de las Nieves. Una de ellas narra la aparición de la Virgen en forma de muñeca a un hombre de la mar que iba de camino a su jornada de pesca, creyéndose que sucedió justo en el sitio donde hoy está la Cruz del Convento. Otra es la leyenda de los pescadores del Peñoncillo, que cuando estaban a punto de naufragar se encomendaron a la Virgen de las Nieves, ella se apareció sobre sus cabezas y así pudieron alcanzar la orilla sanos y salvos. 

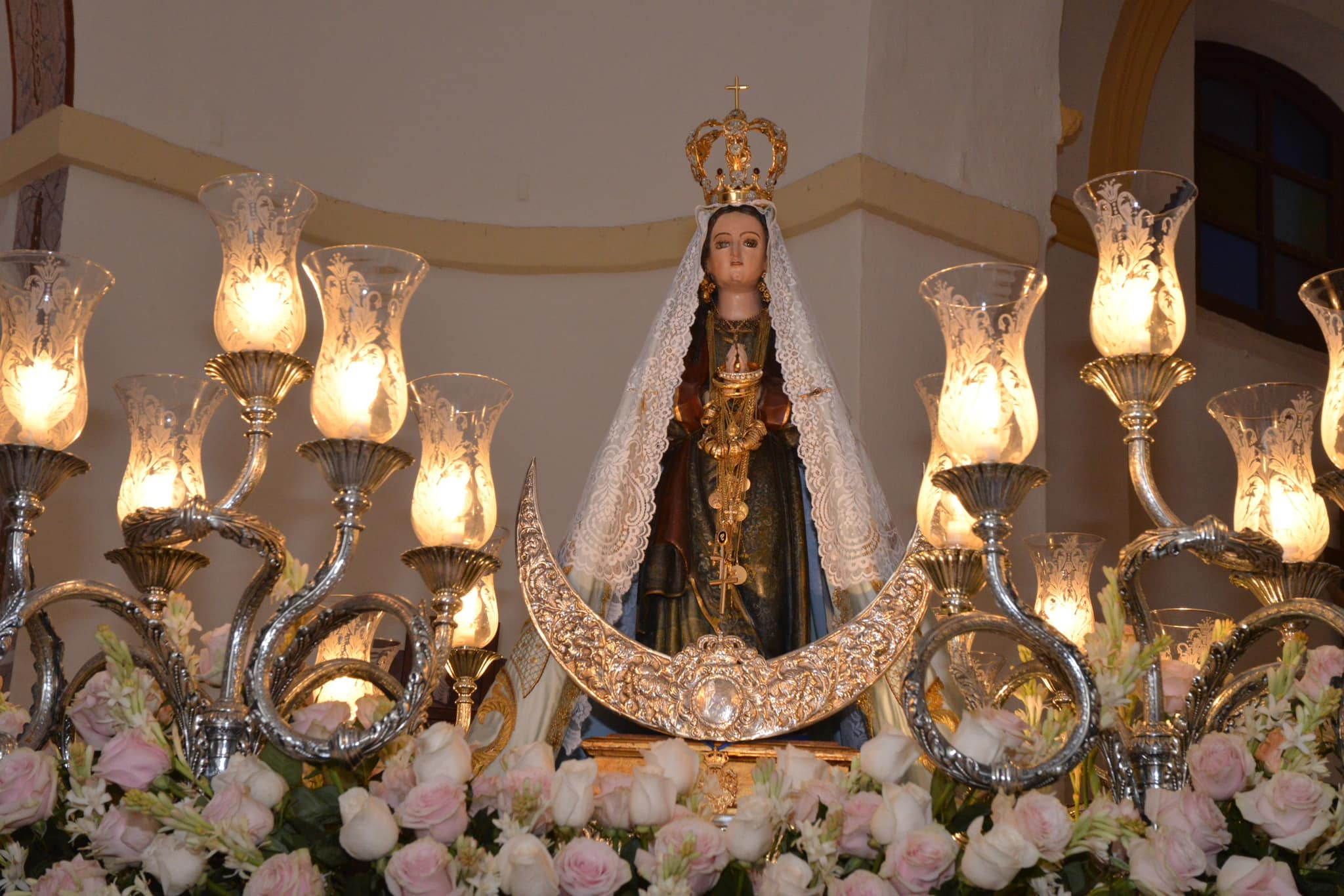
Ntra. Sra. de las Nieves.

La imagen de Ntra. Sra. de las Nieves procesiona cada 5 de agosto junto al Patrón del municipio, San Roque. Este día las imágenes se trasladan hacia la parroquia de Ntra. Sra. de la Encarnación. El último día de feria, en octubre, vuelven a bajar hacia la ermita. 
La imagen actual de la Virgen de las Nieves fue realizada por el famoso escultor malagueño Francisco Palma Burgos en 1940, está tallada en madera de pino y mide unos 80 cm de alto. Se trata de una réplica de la original quemada en julio de 1936 por activistas republicanos.  La talla original por sus características podría ser del siglo XVI, cuyo valor artístico es hoy día incalculable. Ahora sabemos que, a finales del XVI procesionaba por las calles de Torrox, hace más de 400 años. 
San Roque

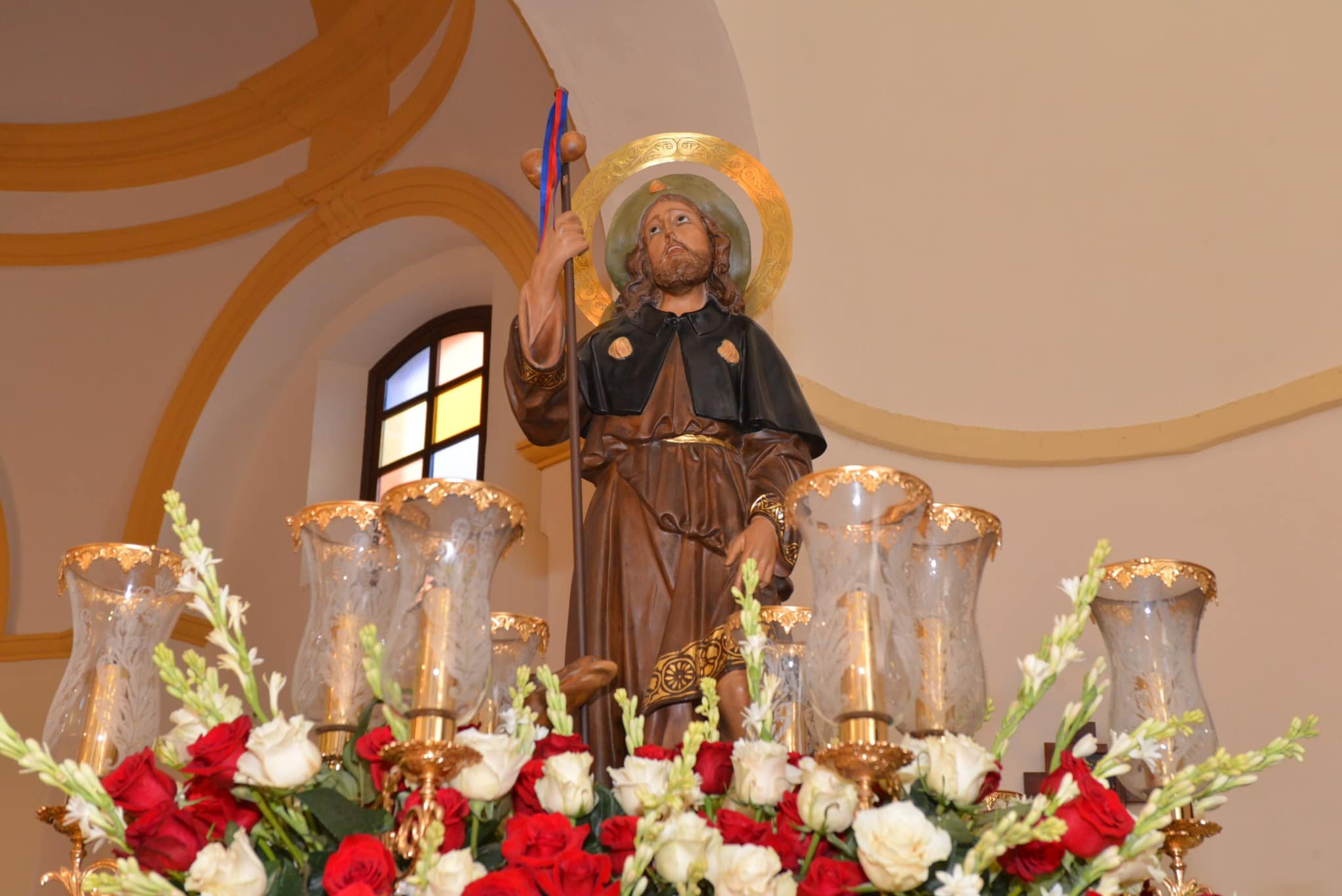
San Roque.

Patrón del municipio de Torrox. Procesiona cada 5 de agosto junto a la Patrona titular, la Virgen de las Nieves. Este día las imágenes se trasladan hacia la parroquia de Ntra. Sra. de la Encarnación. El último día de feria, en octubre, vuelven a bajar hacia la ermita.